# Gruppo di NGC 877
Il Gruppo di NGC 877 comprende almeno otto galassie situate nella costellazione dell'Ariete. La distanza media tra il centro di massa di questo gruppo e la nostra Via Lattea è di circa 170 milioni di anni luce (52,26 Mpc).

## Membri
Le galassie componenti il gruppo, indicate nell'articolo di Garcia del 1993, sono:
| Nome     | Classificazione | Tipo                   | RA (J2000.0)  | DEC (J2000.0) | Velocità radiale (km/s) | Magnitudine apparente | Distanza (Mpc) | Dimensioni (kal) |
| -------- | --------------- | ---------------------- | ------------- | ------------- | ----------------------- | --------------------- | -------------- | ---------------- |
| IC 1791  | S0              | Lenticolare            | 02h 17m 41.3s | 12° 28′ 14″   | 3649 ± 20               | 13,3                  | 50,0 ± 3,5     | 54               |
| NGC 871  | SB(s)c?         | Spirale barrata        | 02h 17m 10.7s | 14° 32′ 52″   | 3740 ± 1                | 13,6                  | 51,4 ± 3,6     | 43               |
| NGC 876  | SAc?            | Spirale                | 02h 17m 53.3s | 14° 31′ 17″   | 3860 ± 17               | 14,7                  | 53,6 ± 3,8     | 148              |
| NGC 877  | SAB(rs)bc       | Spirale intermedia     | 02h 17m 59.6s | 14° 32′ 39″   | 3913 ± 3                | 11,9                  | 54,0 ± 3,8     | 114              |
| UGC 1693 | Sm?             | Spirale magellanica    | 02h 12m 03.2s | 14° 06′ 15″   | 3827 ± 3                | 15,908 ± 0,068        | 53,6 ± 3,7     | 84               |
| UGC 1761 | Im              | Irregolare magellanica | 02h 17m 26.3s | 14° 34′ 49″   | 4001 ± 4                | 16,77                 | 55,2 ± 3,9     | 65               |
| UGC 1773 | SB?             | Spirale barrata        | 02h 18m 15.2s | 13° 12′ 16″   | 3614 ± 14               | 15,1                  | 50,5 ± 3,7     | 58               |
| UGC 1817 | Sd              | Spirale                | 02h 21m 31.0s | 14° 11′ 46″   | 3744 ± 2                | 11,64                 | 51,5 ± 3,6     | 153              |

Il sito DeepskyLog permette di trovare agevolmente le costellazioni in cui si trovano le galassie; in alternativa si possono utilizzare le coordinate delle galassie per individuarle. Se non altrimenti indicato, le coordinate sono quelle fornite dal sito NASA/IPAC (National Aeronautics and Space Administration / Infrared Processing and Analysis Center).